# Morgan Hurd
Morgan Elizabeth Hurd nascida em 18 de julho de 2001, é uma ginasta artística americana e cinco vezes membro da seleção feminina dos Estados Unidos (2016-2021). Ela é a campeã mundial geral de 2017 e medalhista de prata na trave de equilíbrio e medalhist de bronze na prova geral em 2018 e medalhista de prata no solo.

## Vida pessoal
Hurd foi adotada de Wuzhou, China quando tinha 11 meses de idade. Aos 3 anos, ela estava matriculada em ginástica. Ela é uma das raras ginastas de elite a usar óculos durante a competição.